# Shane Gould
Shane Gould (Sydney, 23 novembre 1956) è un'ex nuotatrice australiana.

## Biografia
Nata a Sydney, ottima interprete del crawl, si trasferì nelle isole Figi con la propria famiglia all'età di 18 mesi e a sei anni era già una nuotatrice competitiva. Si allenò con Forbes e Ursula Carlile e con il loro assistente Tom Green.
È stata uno dei tedofori alla cerimonia d'apertura dei Giochi olimpici di Sydney nel 2000, partecipando al trasferimento della torcia olimpica allo stadio, prima che si procedesse all'accensione della fiamma olimpica.

## Carriera
Alle Olimpiadi del 1972 a Monaco, Gould vinse tre medaglie d'oro (200 m e 400 m sl, 200 m misti), stabilendo il record del mondo sulle tre distanze. Conquistò anche un argento negli 800 m sl e un bronzo nei 100 m sl.
Nessun atleta prima di Shane — uomo o donna — aveva mai contemporaneamente detenuto ogni record mondiale dello stile libero dai 100 m ai 1500 m; è stata la prima donna a vincere tre ori olimpici con la contemporanea conquista del primato del mondo di ciascuna distanza.
A soli 16 anni, Shane Gould si ritirò dal nuoto agonistico.

## Riconoscimenti
- World Swimmer of the Year: 1971, 1972